# Heidi Zimmermann
Pour les articles homonymes, voir Zimmermann.
Heidi Zimmermann, née le 1er mai 1946 à Zürs, est une ancienne skieuse alpine autrichienne, membre du Ski Club de l'Arlberg.

## Palmarès

### Championnats du monde
| Épreuve / Édition      | Descente | Slalom géant | Slalom | Combiné |
| Mondiaux 1966 Portillo | 9e       | Argent       | 18e    | Bronze  |

### Coupe du monde
- Meilleur résultat au classement général : 16e en 1967

#### Saison par saison
- Coupe du monde 1967 :
  - Classement général : 16e
- Coupe du monde 1969 :
  - Classement général : 21e

### Arlberg-Kandahar
- Meilleur résultat : 3e place dans la descente 1966 à Mürren